# Australie-Occidentale française
 (octobre 2017).
Améliorez-le ou discutez des points à vérifier. 

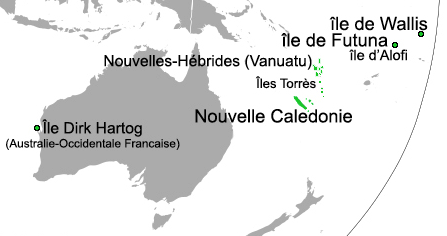
Zoom sur l'Australie, montrant l'Australie-Occidentale française.

Le 28 mars 1772, le navigateur breton Louis Aleno de Saint-Aloüarn arrive sur l'île Dirk Hartog et est devenu le premier Européen à prendre officiellement possession de l'Australie occidentale au nom du roi Louis XV sous le nom d'Australie-Occidentale française.

## Histoire
Une cérémonie a lieu le 30 mars 1772 au cours de laquelle une ou plusieurs bouteilles sont enterrées sur l'île dont l'une d'elles est enregistrée comme contenant un document d'annexion et une pièce de monnaie. 
En 1998, un bouchon de plomb et une pièce d'un écu ont été découverts à Turtle Bay par une équipe dirigée par Philippe Godard et Max Cramer. Cela a déclenché une recherche plus large par une équipe du Western Australian Museum dirigée par Myra Stanbury, avec Bob Sheppard, Bob Creasy et le Dr Michael McCarthy. Le 1er avril 1998, une bouteille intacte portant une casquette de plomb identique à celle retrouvée plus tôt contenant un écu a été déterrée,,. Aucune trace d'un document d'annexion n'a encore été trouvée.

### En français
- Serge Duigou, L'Australie oubliée de Saint-Allouarn, Quimper, éditions Ressac, 1989
- Philippe Godard et Tugdual de Kerros (préf. Ambroise Guellec, ancien secrétaire d'État à la Mer), Louis de Saint Aloüarn, lieutenant des vaisseaux du Roy : Un marin breton à la conquête des terres australes, Louis de Saint Aloüarn, Rennes, éditions des Portes du Large, novembre 2002, 364 p. (ISBN 2-914612-08-7)
- Gérard Delacroix, Le Gros Ventre : Gabare du Roi 1766-1779, Paris, éditions ANCRE, 2003, 135 p. (ISBN 2-9527406-0-7, présentation en ligne)

### En anglais
- (en) John Dunmore, French Explorers in the Pacific, vol. I : The Eighteenth Century, Oxford, Clarendon Press, 1965
- (en) Philippe Godard, « The Saint Alouarn discoveries », Quarterly Newsletter : The Australian Association for Maritime History, no 77,‎ décembre 1999 (lire en ligne, consulté le 6 juillet 2010)
- (en) Philippe Godard, Tugdual de Kerros, Sue Baxter, Odette Margot et Myra Stanbury, 1772 - The French Annexation of New Holland : The Tale of Louis de Saint Alouarn, Fremantle, Western Australian Maritime Museum, 2009
- (en) Leslie Marchant, France Australe, Perth, Artlook Books, 1982
- (en) Mike McCarthy, Disturbances at the French Annexation site on Dirk Hartog Island : a report in readiness for the 2006 fieldwork, Fremantle, Western Australian Maritime Museum, 2006 (lire en ligne)